# Franc Goršič
Franc Goršič, slovenski izdelovalec orgel * 21. oktober 1836, Ljubljana, † 29. avgust 1898, Ljubljana.

## Življenje in delo
Franc Goršič sin Martina Goršiča se je izdelovanja orgel učil pri več mojstrih. Leta 1864 je pričel izdelovati orgle v svoji delavnici v Ljubljani. Franc Goršič spada med najboljše slovenske orglarske mojstre, ki so ga cenili tako doma kot v tujini. V 39 letih je postavil 66 orgel. Med njegova večja dela sodijo orgle v Trnovem, pri frančiškanih (po Josefu Mavracherju le povečane in modernizirane) in uršulinkah v Ljubljani, pri frančiškanih v Kamniku in v Novem mestu, v Vipavi, v Logu v Vipavski dolini, v Ribnici, Smledniku, v Dolini pri Trstu in Stari Loki. Več starejših orgel pa je obnovil in predelal.